# Cristino Nicolaides
Cristino Nicolaides (Córdoba, 2 gennaio 1925 – Córdoba, 22 gennaio 2011) è stato un generale argentino che prese parte alla dittatura durante il periodo del "Processo di riorganizzazione nazionale" (1976-1983), partecipando alla quarta Giunta Militare del governo, che governò il paese dal 1982 fino al 10 dicembre 1983, insieme a Rubén Oscar Franco e Augusto Jorge Hughes.
Questa quarta giunta militare assunse il potere dopo la sconfitta nella cosiddetta guerra de los Malvinas" per il controllo delle isole Falkland contro il Regno Unito guidato dall'allora primo ministro Margaret Thatcher. Per il carattere repressivo tenuto durante tutto il periodo di riorganizzazione, e per i molti delitti commessi dalle quattro Giunte Militari, durante le quali si diffuse il fenomeno dei "desaparecidos" e quello dei "voli della morte", fu condannato successivamente, dopo un primo processo nel quale non fu giudicata l'ultima Giunta, agli arresti domiciliari, stato in cui rimase fino al giorno della sua morte.